# Fiat 615
El Fiat 615 fue un modelo de camión ligero de la Fiat, fabricado desde 1951 hasta 1953 como un sucesor del Fiat 1100ELR, con el cual era todavía construido en paralelo. Tenía un peso total de 3100 kg, y estaba disponible en versiones de estaca o de furgón carrozado, como chasis carrozable para el transporte y como un tractocamioón. Su cabina era de las más grandes hechas por la Fiat, y estaba inspirada en las del modelo 640. Al principio tenía un motor de gasolina nuevo con 1395 cc y 29 kW (39 CV) a 3800 rpm del 1400 Fiat, y contaba con una caja de cambios manual de 4 velocidades.

## Historia
En 1952 entró al mercado el primer modelo de la serie 615, el 615N; con un motor de combustible diésel "Fiat 305"; de 1901 cc (29 kilovatios (39 CV) a 3200 rpm), y una capacidad de carga útil de 1,65 toneladas. La letra adicional "N" proviene del término italiano para diésel y para gasolina. El Fiat 615N solía ser un camión de corte moderno, estando en el mercado europeo sin ninguna serie de camiones competidores para la exportación, con lo que conquistó una gran cuota del mercado de camiones de carga ligera. A partir de 1953 tuvo su versión con carrocería tipo furgón y un chasis para autobús, con capacidad para 11 asientos. En 1956, el rendimiento del motor diésel se elevó a 32 kilovatios (44 CV).
La falta de avances y mejoras en el modelo 615N se debió a la gran caída en las ventas, por lo que en 1960 llega una segunda serie del modelo Fiat, el Fiat 615N1. Este camión trajo cambios en la parrilla del radiador, que resultó en una forma más alta, y le dio un reconocimiento gracias a dicha característica. Los marcos y boceles en cromo desaparecieron, y el peso total se incrementó hasta las 3,5 toneladas. El rendimiento del motor diésel se elevó a 37 kilovatios (50 CV). En Francia el modelo era comercializado bajo la marca UNIC, como el UNIC 615N1.
Hasta 1965 el modelo 615 sería construido, luego apareció el Fiat 616A. Este tenía todavía el cabinaje del 615N1, pero ahora contaba con un motor diésel de tres cilindros, con un cubicaje de 2,7 litros y 37 kilovatios (50 CV), pero con mayor torque. La capacidad de carga estaba ahora en las 1,8 toneladas; de las 1,65 toneladas del modelo precedente. En 1966, el modelo siguiente sería el 616N1, en el cual se instaló una caja de cambios manual de 5 velocidades. En 1968, el modelo sería completamente susutituido por el Fiat 616, siendo igualmente exitoso que su predecesor, el 615.

## Variantes

### Steyr 260 (1953-1968)
Desde 1953, el Fiat 615 fue producido en Austria bajo licencia como el Steyr 260, dentro de la línea de camiones de laSteyr Daimler Puch. Estaba disponible con un motor de gasolina de la Steyr (Steyr 2000), el cual tenía una cilindrada de 2.0 litros  y con un rendimiento de 37 kilovatios (50 CV), o un motor diésel; también bajo licencia de la Fiat. En 1959, la firma Steyr fabricaría exclusivamente el modelo, denominándole como Fiat 260, el cual sólo se diferenciaría con el original por los distintivos e insignias de cada uno (los modelos 615/616 con marcas de la Fiat y las marcas del austriaco Steyr como Steyr-260 eran su única diferencia). El Fiat 616 sería el modelo sucesor (marcado como un Steyr-Fiat 616), y luego se añadiría a los modelos de la   Steyr la serie OM-40, que más tarde se convirtió en la serie OM-X.

### Zastava 615B/620B+ (1956-1975)/ Zastava 615/616 (1960-1985)
La firma Zastava; en su línea de camiones, casi siempre ha estado asociada con Fiat, y prácticamente desde su fundación en 1953 ha construido modelos de la Fiat, como el 615; bajo licencia, este en especial sería el camión insignia de la firma yugoslava durante el periodo entre 1956 y 1985. Sin embargo, el modelo tenía un torque comparativamente mayor, gracias al motor modificado de 1.9 litros a gasolina (el Tipo 105); con el que conseguía unos 35 kilovatios (48 CV) a 3500 rpm; este motor era una modificación de los ingenieros de la Zastava del motor original del Fiat Campagnola, construido también bajo licencia Fiat, este sería el primer motor de la firma local y el que sería instalado inicialmente. A partir de 1960, se produjo el Zastava 620B con una capacidad de carga de hasta 2 toneladas y unos 3 metros de plataforma de carga. El motor diésel del camión, derivado del original del Fiat 615; estaría disponible ya hecho localmente, y se ofreció el modelo como el Zastava 615A. Ya en 1975 hubo un nuevo impulsor, un motor Perkins de 1600 cm³ de cilindraje, con el que se conseguía unos 40 kilovatios (54 CV), el otro motor disponible de combustible diésel era uno de 2400 cm³ de cilindraje y que entregaba unos 50 kilovatios (68 CV). Este modelo fue llamado Zastava 616A. En 1978, la producción de la serie 615B/620B se terminaría de manera oficial, luego de haberse manufacturado más de 36.000 unidades para el mercado local y otro tanto para las exportación a los países de Europa del Este  y América. Al mismo tiempo le llegó su reemplazo, el Zastava 616, después, este recibiría una revisión, siendo construido con algunas modificaciones, incluida su carrocería; hasta 1985. Su sucesor fue el Zastava New Turbo.